# نيغيفان (آراغاتسوتن)
مدينة نيغيفان (بالإنجليزية: Nigavan)‏ هي إحدى المدن التابعة لمقاطعة آراغاتسوتن في أرمينيا. يقدر عدد سكانها بـ 765 نسمة حسب الإحصاء الذي جرى عام 2011.